# Nancy Richey
Nancy Richey (født 23. august 1942 i San Angelo, Texas, USA) er en tennisspiller fra USA. Hun var en af verdens bedste kvindelige tennisspillere i 1960'erne og vandt i løbet af sin karriere seks grand slam-titler: to i damesingle (det australske mesterskab i 1967 og French Open i 1968) og fire i damedouble, heraf to med Carole Graebner som makker og to med Maria Bueno ved sin side. Hun var endvidere en del af det amerikanske hold, der vandt Federation Cup i 1969.
Hun blev i 2003 valgt ind i International Tennis Hall of Fame.